# Johnny Gargano
John Anthony Nicholas Gargano, meglio conosciuto come Johnny Gargano (Cleveland, 14 agosto 1987), è un wrestler statunitense sotto contratto con la WWE.
Ha militato nelle più importanti federazioni di wrestling nel panorama indipendente americano, come la Dragon Gate USA, la Absolute Intense Wrestling, la Evolve, la Chikara e altre, prima di esordire in WWE nell'estate del 2015, ad NXT, durante il torneo Dusty Rhodes Tag Team Classic in coppia con Tommaso Ciampa, con cui ha detenuto l'NXT Tag Team Championship una volta, mentre in singolo ha vinto una volta l'NXT Championship e tre volte l'NXT North American Championship. Sempre con Ciampa, inoltre, ha vinto due volte il WWE Tag Team Championship.

## Carriera

### Circuito indipendente (2005–2015)

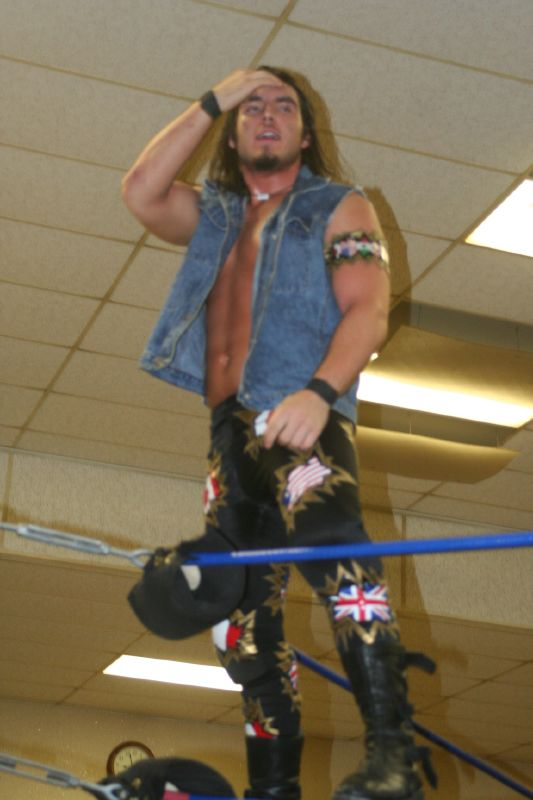
Johnny Gargano nel 2008

Debuttò ufficialmente nel 2005 lottando per la CAPW, iniziò ad autodefinire il suo stile di lotta "Lucharesu", una sorta di mix tra wrestling britannico classico, lucha libre e puroresu. L'8 ottobre 2006 Gargano sconfisse Josh Prohibition, M-Dogg 20 e Zach Gowen in un Fatal 4-Way vincendo il CAPW Junior Heavyweight Title. Gargano fece un'apparizione anche nella World Wrestling Entertainment nella puntata di SmackDown! del 23 marzo 2007, venendo presentato come Cedrick Von Haussen, il "campione del Liechtenstein", e dove venne facilmente sconfitto da MVP. Continuò ad apparire per la CAPW fino al 5 agosto 2007, nel suo ultimo incontro insieme a Josh Proibition sconfisse i già abbastanza noti Alex Shelley e Chris Sabin in un incontro di coppia. Il 24 giugno 2009 fu impegnato in un dark match, non ripreso dalle telecamere, per la Total Nonstop Action Wrestling, quella sera perse contro Jay Lethal. La sera seguente, perse anche contro Eric Young. Iniziò a lottare alcuni dark match per la Ring of Honor ma durante un tryout, gli diagnosticarono una micro-frattura alla schiena dovuta anche al fatto di avere una gamba ben più corta dell'altra. La carriera di Gargano subì un arresto quando sembrava stesse per prendere una piega interessante. Tornò sulle scene dopo circa sei mesi di stop. Il 25 maggio 2010 Gargano è apparso ancora una volta in WWE come una guardia di sicurezza durante NXT. Nel 2011, durante la puntata di Superstars del 20 settembre, Gargano è apparso come Joey Gray ed è stato sconfitto da Brodus Clay.
Gargano, sempre di base a Cleveland, passò alla Absolute Intense Wrestling e il 26 febbraio 2006 perse il suo primo incontro con Kano. Il 30 aprile ottenne la sua prima vittoria su Michael Tarver. Sconfiggendo il suo allenatore Josh Proibition, divenne primo sfidante all'AIW Intense Championship detenuto da Tyler Black, oggi noto come Seth Rollins. Dopo un primo no contest in uno scontro a tempo di quindici minuti, Gargano sconfisse Black in un Ironman da trenta minuti, vincendo il titolo. Dopo ben 187 giorni di regno fu costretto però a rendere vacante la cintura per un infortunio, era il 28 novembre 2008. Lo rivinse il 28 febbraio 2009 nella finale di un torneo battendo Jimmy DeMarco. Il 15 maggio, lo perse nuovamente contro Proibition.

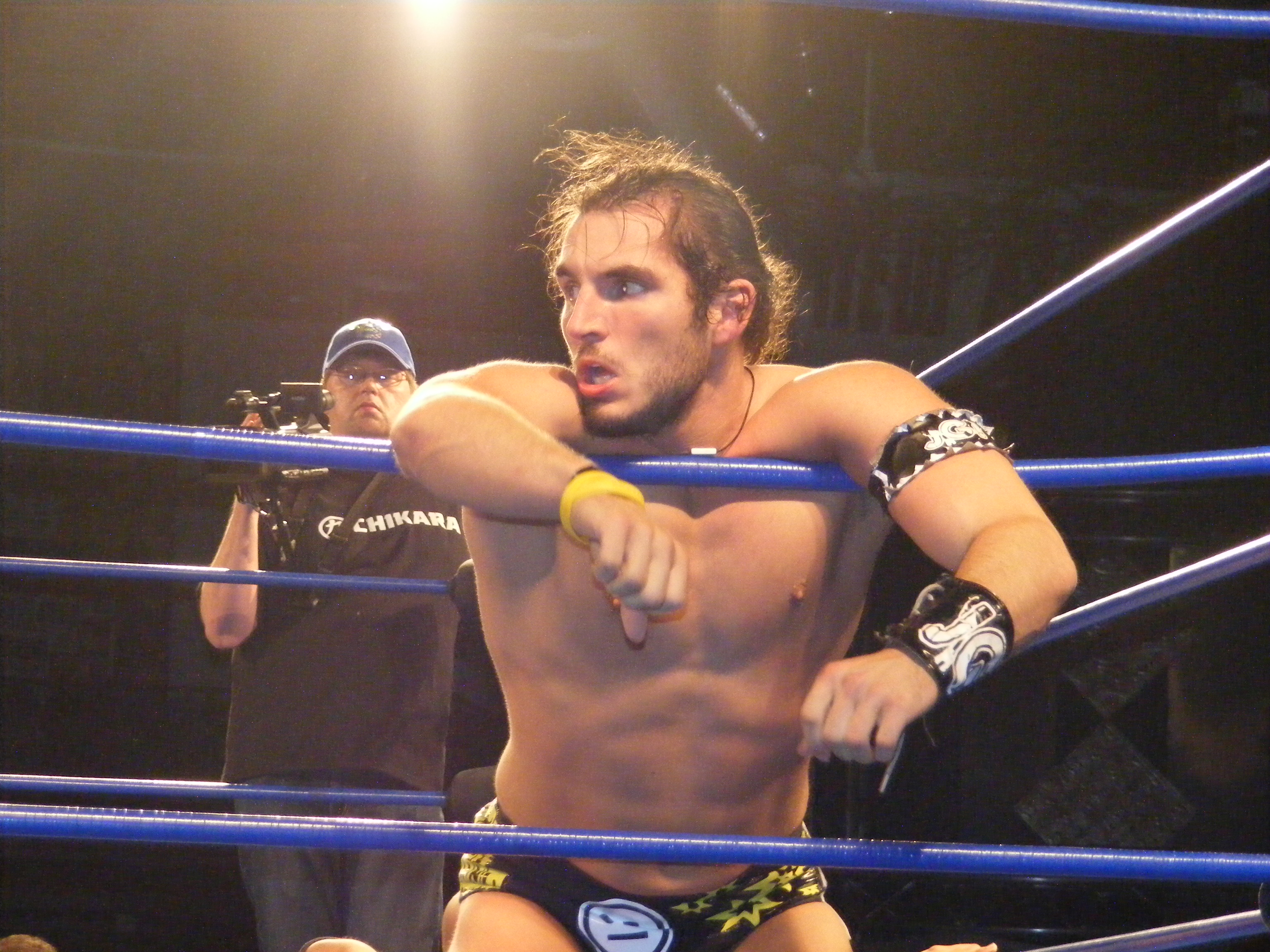
Gargano al torneo King of Trios di Chikara nell'aprile 2010

Nel 2010 formò una squadra con Flip Kendrick e Louis Lyndon per partecipare al Jack of All Trios, un torneo per squadre a tre. Si fecero chiamare Team Oreo. Sconfissero prima gli Psycho Sexual Panic (Corvis Fear, Michael Facade e Zema Ion), poi i Team Beyond Wrestling (Chase Burnett, Davey Vega e Zane Silver) e ancora i Da Soul Touchaz (Acid Jaz, Marshe Rockett e Willie Richardson). Nella finale ebbero la meglio anche sugli Young Studs (Bobby Beverly, Eric Ryan e T.J. Dynamite), vincendo così il torneo. Grazie a questo successo ottennero il diritto di rappresentare la Absolute Intense Wrestling al torneo indetto dalla Chikara, King of Trios 2010. Nel frattempo Gargano sconfisse anche Facade, Corey Graves e Tommy Mercer conquistando l'AIW Absolute Championship. Lo mantenne contro Bryan Danielson, ma lo perse il 26 giugno 2011 contro Zema Ion.
Il 22 marzo 2013 Gargano debuttò per la Pro Wrestling Guerrilla facendo squadra con Chuck Taylor perdendo un incontro non valido per le cinture contro i campioni di coppia, gli Young Bucks. La stessa sera combatterono ancora insieme battendo i RockNES Monsters, Johnny Goodtime e Johnny Yuma. Il 15 giugno, ancora insieme a Taylor, persero contro Eddie Edwards e Roderick Strong. Si iscrisse alla Battle of Los Angeles 2013 eliminando Willie Mack al primo turno, Kevin Steen nel secondo, prima di perdere contro Michael Elgin nelle semifinali. Sconfiggendo Roderick Strong, diventa primo sfidante al PWG World Championship, ma perse contro il campione Adam Cole ad All Star Weekend X il 21 dicembre. Il 31 gennaio 2014, perse anche un Fatal 4-Way che decretava il primo sfidante al titolo contro Drake Younger, Chris Hero e Kyle O'Reilly. Alla Battle of Los Angeles 2014, Gargano arriva in finale ma perse contro Ricochet. L'11 dicembre 2015, Gargano e Ciampa persero contro gli Young Bucks un incontro per i PWG World Tag Team Championship.

### WWE (2015–presente)

#### Alleanza con Tommaso Ciampa (2015–2017)

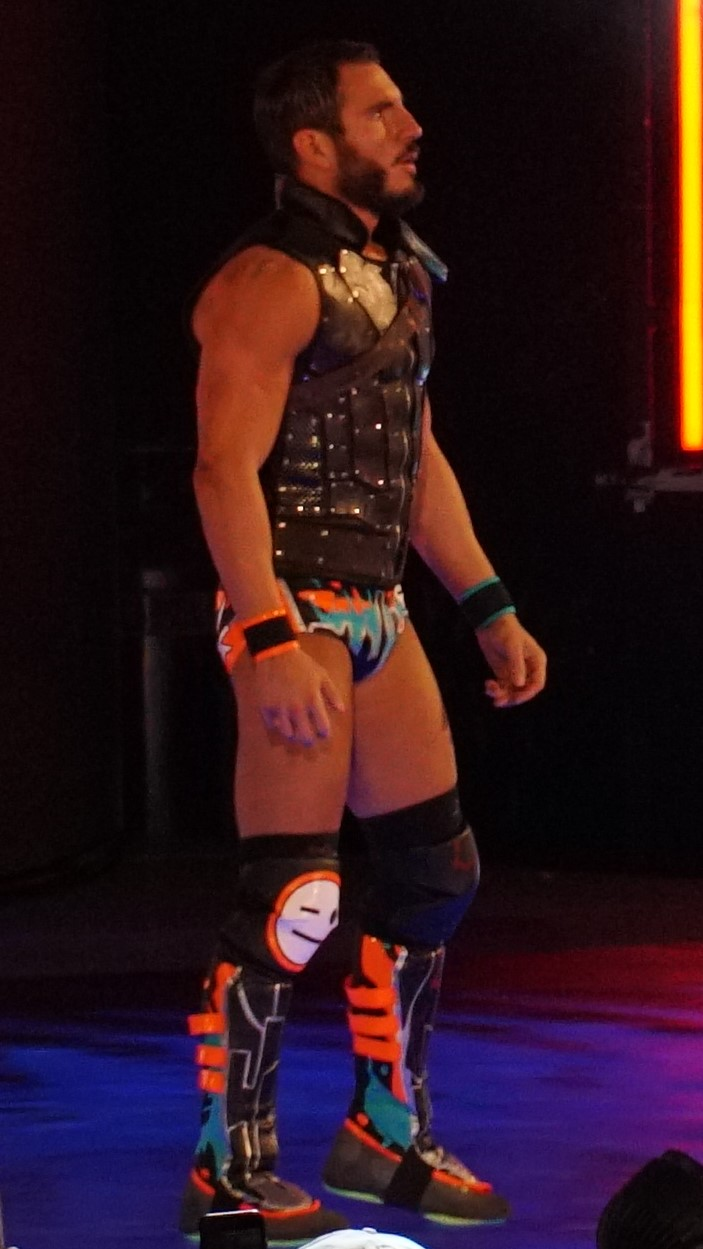
Gargano a NXT TakeOver: New Orleans nell'aprile 2018

Nel giugno del 2015 Gargano iniziò ad apparire in WWE, pur senza contratto. Il 2 febbraio 2015 Gargano e Tommaso Ciampa annunciarono la loro partecipazione al torneo Dusty Rhodes Tag Team Classic, riuscendo a eliminare il team formato da Bull Dempsey e Tyler Breeze al primo turno ma venendo eliminati al secondo turno dal team formato da Baron Corbin e Rhyno, il 16 settembre. Il 2 aprile 2016 Gargano venne finalmente sotto contratto con la WWE. Il 23 giugno Gargano e Ciampa parteciparono al torneo Cruiserweight Classic, affrontandosi tra l'altro ai sedicesimi di finale con vittoria di Gargano. Il 20 agosto, a NXT TakeOver: Brooklyn II, Gargano e Ciampa affrontarono i Revival per l'NXT Tag Team Championship ma vennero sconfitti dopo un lungo e agguerrito incontro. Il 9 novembre Gargano e Ciampa diedero un nome al loro team, ovvero #DIY, e nella stessa puntata vennero sconfitti dagli Authors of Pain durante le semifinali del Dusty Rhodes Tag Team Classic a causa dell'intervento dei Revival. Il 19 novembre, a NXT TakeOver: Toronto, i #DIY sconfissero i Revival in un 2-out-of-3 Falls match per 2-1 conquistando l'NXT Tag Team Championship per la prima volta. Nella puntata di NXT del 28 dicembre i #DIY difesero con successo i titoli contro la coppia formata da Akira Tozawa e Tajiri. Nella puntata di NXT del 4 gennaio 2017 i #DIY difesero con successo i titoli contro i TM-61. Nella puntata di NXT dell'11 gennaio i #DIY difesero con successo i titoli contro i Revival. Il 28 gennaio, a NXT TakeOver: San Antonio Ciampa e Gargano persero i titoli a favore degli Authors of Pain dopo 70 giorni di regno. Nella puntata di NXT del 1º marzo Ciampa e Gargano affrontarono poi gli Authors of Pain nella rivincita per l'NXT Tag Team Championship ma vennero sconfitti per squalifica a causa dell'intervento dei Revival. Il 1º aprile, a NXT TakeOver: Orlando, i #DIY affrontarono gli Authors of Pain e i Revival in un Triple Threat Tag Team Elimination match per l'NXT Tag Team Championship detenuto dai primi ma vennero eliminati per primi. Il 20 maggio, a NXT TakeOver: Chicago, i #DIY affrontarono gli Authors of Pain in un Ladder match per l'NXT Tag Team Championship ma vennero sconfitti; a fine match, Ciampa aggredì Gargano effettuando un turn-heel e sancendo di fatto la fine del team.

#### Faida con Tommaso Ciampa (2017–2019)

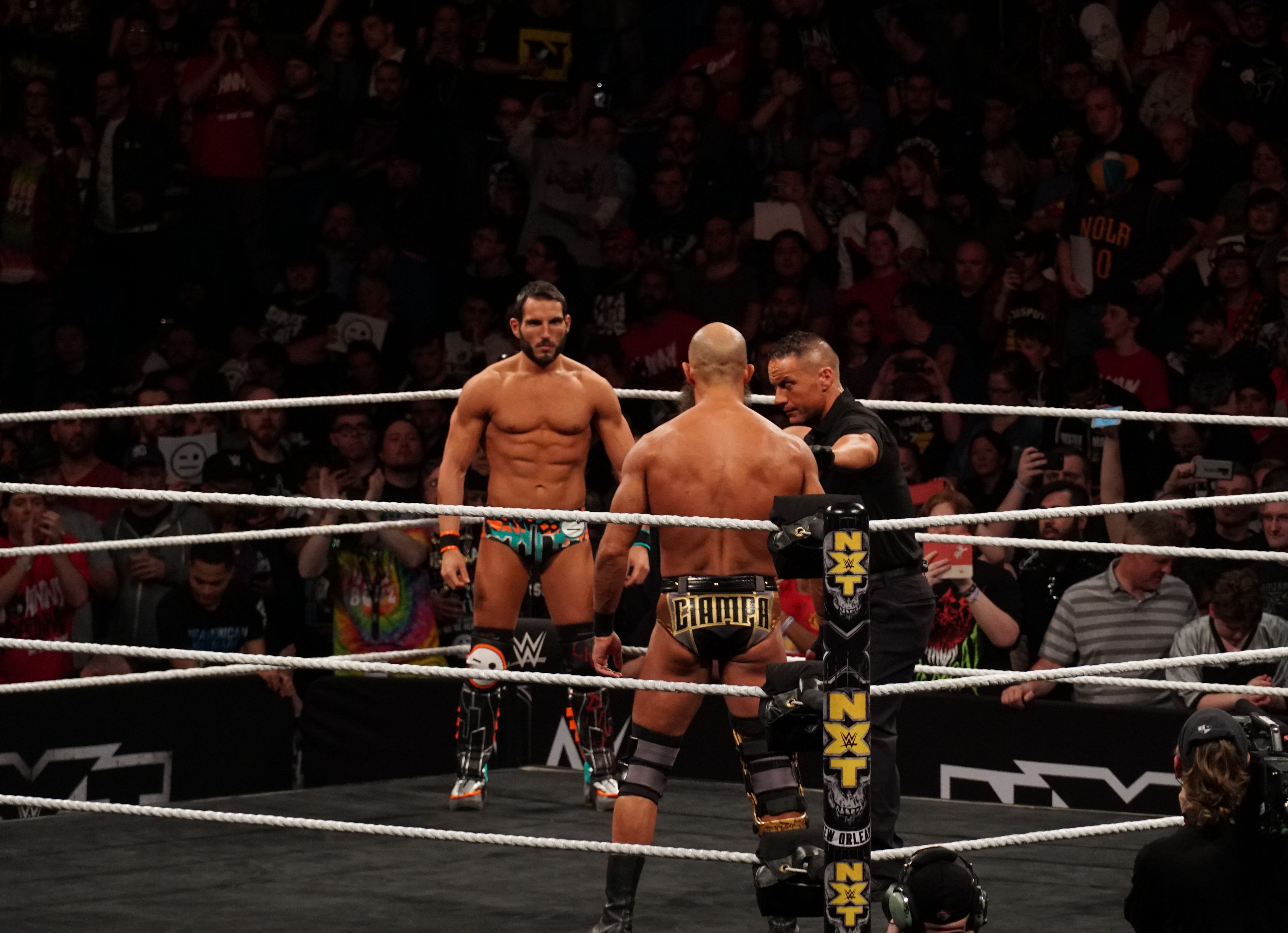
Gargano (dietro) affronta Tommaso Ciampa a NXT TakeOver: New Orleans nell'aprile 2018

Il 19 agosto, a NXT TakeOver: Brooklyn III, Gargano venne sconfitto da Andrade "Cien" Almas a causa della distrazione della manager Zelina Vega. Nella puntata di NXT del 22 novembre Gargano affrontò Pete Dunne per il WWE United Kingdom Championship ma venne sconfitto. Nella puntata di NXT del 27 dicembre Gargano sconfisse Aleister Black, Killian Dain e Lars Sullivan, diventando il contendente n°1 all'NXT Championship.
Il 27 gennaio 2018, a NXT TakeOver: Philadelphia, Gargano affrontò Andrade "Cien" Almas per l'NXT Championship ma venne sconfitto a causa dell'intervento di Tommaso Ciampa. Nella puntata di NXT del 21 febbraio Ciampa apparve nuovamente intervenendo a sfavore di Gargano nel suo Title vs. Career match contro Andrade "Cien" Almas valevole per l'NXT Championship di Almas; a seguito di tale sconfitta, per stipulazione, Gargano dovette lasciare NXT. Il 7 aprile, a NXT TakeOver: New Orleans, Gargano batté Ciampa in un'Unsanctioned match; con questa vittoria, Gargano fu riammesso ad NXT. Il 16 giugno, a NXT TakeOver: Chicago II, Gargano venne sconfitto Ciampa in un Chicago Street Fight. Il 18 agosto, a NXT TakeOver: Brooklyn 4, Gargano affrontò Ciampa nuovamente per l'NXT Championship in un Last Man Standing match ma venne sconfitto. Durante la fine di ottobre, Gargano ebbe una breve faida con Aleister Black, diventando per la prima volta da quando era in WWE un heel. Il 26 gennaio 2019, a NXT TakeOver: Phoenix, Gargano sconfisse Ricochet conquistando così l'NXT North American Championship per la prima volta. Il 27 gennaio, alla Royal Rumble, Gargano partecipò al match omonimo entrando con il numero 6 ma venne eliminato da Dean Ambrose. Nella puntata di NXT del 30 gennaio (andata in onda il 20 febbraio) Gargano perse il titolo contro Velveteen Dream dopo quattro giorni di regno.

#### NXT Champion (2019–2020)

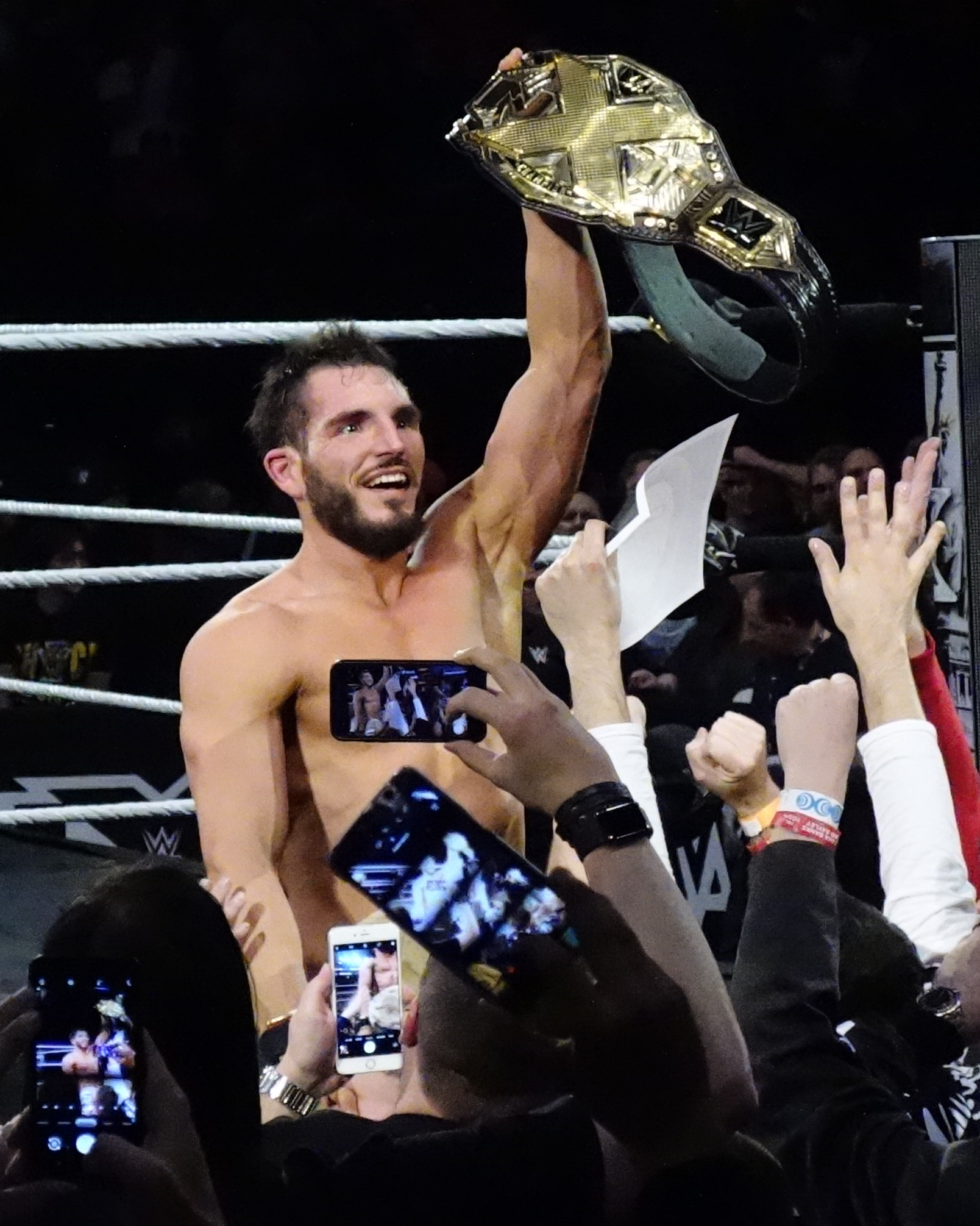
Gargano dopo avere vinto l'NXT Championship nel 2019

Nella puntata di Raw del 18 febbraio 2019 venne annunciato che Gargano avrebbe debuttato nel roster principale (senza tuttavia avere ancora una collocazione precisa). Quella stessa sera, inoltre, insieme all'NXT Champion Tommaso Ciampa, Gargano sconfisse i Raw Tag Team Champions, i Revival, in un match non titolato. Nella puntata di NXT del 6 marzo Gargano e Ciampa, da poco riunitisi, sconfissero l'Undisputed Era (Bobby Fish e Kyle O'Reilly) nei quarti di finale del Dusty Rhodes Tag Team Classic, ma vennero eliminati da Aleister Black e Ricochet nelle semifinali. A fine match Ciampa sembrò intenzionato a volere tradire nuovamente Gargano, ma questi l'attaccò brutalmente ponendo dunque fine alla loro rinata alleanza ed effettuando un turn face. Inizialmente venne annunciato che Gargano avrebbe affrontato Ciampa per l'NXT Championship a NXT TakeOver: New York, tuttavia, a seguito di un infortunio al collo di quest'ultimo (che lo avrebbe tenuto ai box dai sei ai quattordici mesi), il 13 marzo la WWE ha annunciato che avrebbe reso vacante il titolo. Pertanto la WWE annunciò un match a cinque fra Adam Cole, Aleister Black, Matt Riddle, Ricochet e Velveteen Dream dove il vincitore avrebbe affrontato Gargano a NXT TakeOver: New York per il vacante NXT Championship. Tale match venne vinto da Adam Cole. Il 5 aprile, a NXT TakeOver: New York, Gargano sconfisse Cole per 2-1 in un 2-out-of-3 Falls match per il vacante NXT Championship, conquistando tale titolo per la prima volta. Il 1º giugno, a NXT TakeOver: XXV, Gargano perse la cintura di nuovo contro Cole dopo cinquantasette giorni di regno. Il 10 agosto, a NXT TakeOver: Toronto II, Gargano affrontò nuovamente Cole in un 2-out-of-3 Falls match (composto da un Single match, uno Street Fight e un Barbed Wired Steel Cage match) per l'NXT Championship ma venne sconfitto per 2-1. Il 16 febbraio 2020, a NXT TakeOver: Portland, Gargano venne sconfitto da Finn Bálor; successivamente, Gargano effettuò un turn heel attaccando Tommaso Ciampa durante il suo match contro Adam Cole per l'NXT Championship. Nella puntata di NXT dell'8 aprile Gargano sconfisse Tommaso Ciampa nel loro ultimo incontro, il One Final Beat, grazie all'intervento di Candice LeRae.

#### The Way (2020–2022)
Il 7 giugno, a NXT TakeOver: In Your House, Gargano affrontò Keith Lee per l'NXT North American Championship ma venne sconfitto. Nella puntata di NXT del 24 giugno Gargano partecipò a un Triple Threat match per l'NXT North American Championship che comprendeva anche il campione Keith Lee e Finn Bálor ma il match venne vinto da Lee. L'8 luglio, nella puntata speciale NXT The Great American Bash, Gargano sconfisse Isaiah "Swerve" Scott. Nella puntata di NXT del 22 luglio Gargano partecipò a un Triple Threat match di qualificazione al Ladder match per il vacante NXT North American Championship che includeva anche Bronson Reed e Roderick Strong ma il match venne vinto dal primo. Nella puntata di NXT del 19 agosto Gargano sconfisse Ridge Holland in un secondo match di qualificazione per il vacante NXT North American Championship. Il 22 agosto, a NXT TakeOver: XXX, Gargano partecipò a un Ladder match per la riassegnazione del vacante NXT North American Championship che comprendeva anche Bronson Reed, Cameron Grimes, Damian Priest e Velveteen Dream ma il match venne vinto da Priest. Nella puntata speciale NXT Super Tuesday del 1º settembre Gargano partecipò a un 60–minute Iron Man Fatal 4-Way match che comprendeva anche Adam Cole, Finn Bálor e Tommaso Ciampa per la riassegnazione del vacante NXT Championship ma l'incontro terminò in pareggio tra Bálor e Cole sul 2-2. Il 4 ottobre, a NXT TakeOver: 31, Gargano affrontò Damian Priest per l'NXT North American Championship ma venne sconfitto. Nella puntata speciale NXT Halloween Havoc Gargano sconfisse poi Priest in un Devil's Playground match conquistando così l'NXT North American Championship per la seconda volta. Nella puntata di NXT dell'11 novembre Gargano affrontò Leon Ruff e inaspettatamente perse il titolo dopo 14 giorni di regno. Nella puntata di NXT del 18 novembre Gargano affrontò nuovamente Ruff per il titolo nordamericano ma venne sconfitto per squalifica dopo che Damian Priest colpì volontariamente Ruff. Il 6 dicembre, a NXT TakeOver: WarGames, Gargano vinse per la terza volta l'NXT North American Championship sconfiggendo il campione Ruff in un Triple Threat match che comprendeva anche Damian Priest. In seguito, Gargano fondò la sua stable, il The Way con Austin Theory, Candice LeRae e Indi Hartwell. Nella puntata di NXT del 30 dicembre Gargano affrontò per la terza volta Ruff difendendo con successo il titolo. Nella puntata speciale NXT New Year's Evil del 6 gennaio 2021 Gargano e Candice LeRae vennero sconfitti da Kushida e Shotzi Blackheart in un Mixed Tag Team match. Nella puntata di NXT del 20 gennaio Gargano e Theory vennero sconfitti da Kushida e Leon Ruff negli ottavi di finale del Dusty Rhodes Tag Team Classic. Il 14 febbraio, a NXT TakeOver: Vengeance Day, Gargano difese con successo il titolo contro Kushida. L'8 aprile, nella seconda serata di NXT TakeOver: Stand & Deliver, Gargano difese la cintura nordamericana contro Bronson Reed. Il 18 maggio, ad NXT, Gargano perse poi il titolo contro lo stesso Reed in uno Steel Cage match dopo 163 giorni di regno. Il 13 giugno, a NXT TakeOver: In Your House, Gargano partecipò a un Fatal 5-Way match per l'NXT Championship che comprendeva anche il campione Karrion Kross, Adam Cole, Kyle O'Reilly e Pete Dunne ma il match venne vinto da Kross. Il 24 novembre, ad NXT 2.0, Gargano prese parte a un Triple Threat match valevole per l'NXT North American Championship insieme al campione Carmelo Hayes e Pete Dunne ma, a causa dell'intervento di Tony D'Angelo, il match venne vinto da Hayes. Il 5 dicembre, a NXT WarGames, Gargano, Tommaso Ciampa, LA Knight e Pete Dunne persero contro il Team 2.0 formato da Carmelo Hayes, Bron Breakker, Grayson Waller e Tony D'Angelo in un WarGames match. Nella successiva puntata di NXT del 7 dicembre Gargano fece un commovente promo di addio verso i suoi fan, famiglia e amici prima di venire brutalmente attaccato da Grayson Waller.

#### Debutto aRaw(2022)
Nella puntata di Raw del 22 agosto 2022 tornò a sorpresa in WWE venendo interrotto dal Mr. Money in the Bank Theory che, dopo un confronto, venne atterrato con un superkick da Gargano. Lottò il suo primo match a Raw nella puntata del 12 settembre dove sconfisse Chad Gable. Il 28 gennaio, alla Royal Rumble, partecipò all'incontro omonimo entrando con il numero 5 ma venne eliminato da Dominik Mysterio e Finn Bálor. Nella puntata di Raw del 30 gennaio prevalse su Baron Corbin, qualificandosi per l'Elimination Chamber match per lo United States Championship. Il 18 febbraio, a Elimination Chamber, partecipò al match omonimo per lo United States Championship che comprendeva anche il campione Austin Theory, Bronson Reed, Damian Priest, Montez Ford e Seth Rollins ma venne eliminato da Priest. Nella puntata di SmackDown del 31 marzo partecipò all'annuale André the Giant Memorial Battle Royal ma venne eliminato da Bobby Lashley. Il 1º aprile, a NXT Stand & Deliver, prevalse su Grayson Waller (con cui era in rivalità da poco tempo apparendo brevemente ad NXT) in un Unsanctioned match. Nella puntata di Raw del 15 maggio partecipò a una battle royal per determinare il nuovo sfidante di Gunther per l'Intercontinental Championship ma venne eliminato da Matt Riddle.

#### Ritorno dei #DIY (2022–presente)
Tempo dopo si riunì con Tommaso Ciampa riformando i #DIY, e i due tornarono in azione sconfiggendo l'Imperium (Giovanni Vinci e Ludwig Kaiser) nella puntata di Raw del 30 ottobre. Il 27 novembre, a Raw, i #DIY presero parte ad un tag team turmoil match per determinare i nuovi sfidanti all'Undisputed WWE Tag Team Championship ma vennero eliminati dai Creed Brothers. Nella puntata di NXT del 28 novembre prese parte ad un fatal four-way match insieme a Bronson Reed, Cameron Grimes e Wes Lee per determinare il nuovo sfidante di Dominik Mysterio per l'NXT North American Championship ma a vincere fu Lee.
Nella puntata di Raw del 29 gennaio i #DIY affrontarono il Judgment Day (Finn Bálor e Damian Priest) per l'Undisputed WWE Tag Team Championship ma vennero sconfitti. Il 5 febbraio, a Raw, i #DIY vinsero un fatal four-way tag team match insieme ai Creed Brothers, l'Imperium e il New Day (Kofi Kingston e Xavier Woods) diventando i nuovi sfidanti all'Undisputed WWE Tag Team Championship. Nella puntata di SmackDown del 9 febbraio i #DIY persero contro Pete Dunne e Tyler Bate, perdendo la possibilità di sfidare il Judgment Day per l'Undisputed WWE Tag Team Championship. Nella puntata di Raw del 18 marzo i #DIY sconfissero i Creed Brothers qualificandosi per il ladder match per l'Undisputed WWE Tag Team Championship a WrestleMania XL.
Il 6 aprile, a WrestleMania XL, i #DIY parteciparono un six-pack tag team ladder match che comprendeva anche i campioni Finn Bálor e Damian Priest, i New Catch Republic, il New Day, The Miz e R-Truth e Austin Theory e Grayson Waller valevole per l'Undisputed WWE Tag Team Championship ma a vincere l'incontro furono The Miz e R-Truth (che vinsero il Raw Tag Team Championship) e Waller e Theory (che vinsero lo SmackDown Tag Team Championship).
Vinsero poi il WWE Tag Team Championship sconfiggendo Waller e Theory nella puntata di SmackDown del 5 luglio. Persero tuttavia le cinture dopo 28 giorni di regno il 2 agosto, a SmackDown, contro Tama Tonga e Jacob Fatu. Nella puntata del 4 ottobre di SmackDown hanno avuto una possibilità per riprendersi i titoli contro Tama Tonga e Tanga Loa in un triple threat ladder match con anche gli Street Profits. Ma a vincere sono ancora i due della Bloodline.
Nei mesi successivi, Ciampa, ossessionato dai titoli, si dimostra più aggressivo rispetto al compagno e si crea del dissenso tra i due. Nella puntata di SmackDown del 6 dicembre, i DIY hanno sconfitto Motor City Machine Guns riconquistando i titoli di coppia, la vittoria è arrivata con il turn heel di Ciampa e Gargano. Successivamente difesero i titoli contro gli ex campioni a Royal Rumble 2025 e contro i Pretty Deadly a SmackDown, vincendo entrambi grazie all'intervento degli Street Profits, contro cui perderanno poi i titoli il 14 marzo a SmackDown.

## Vita privata

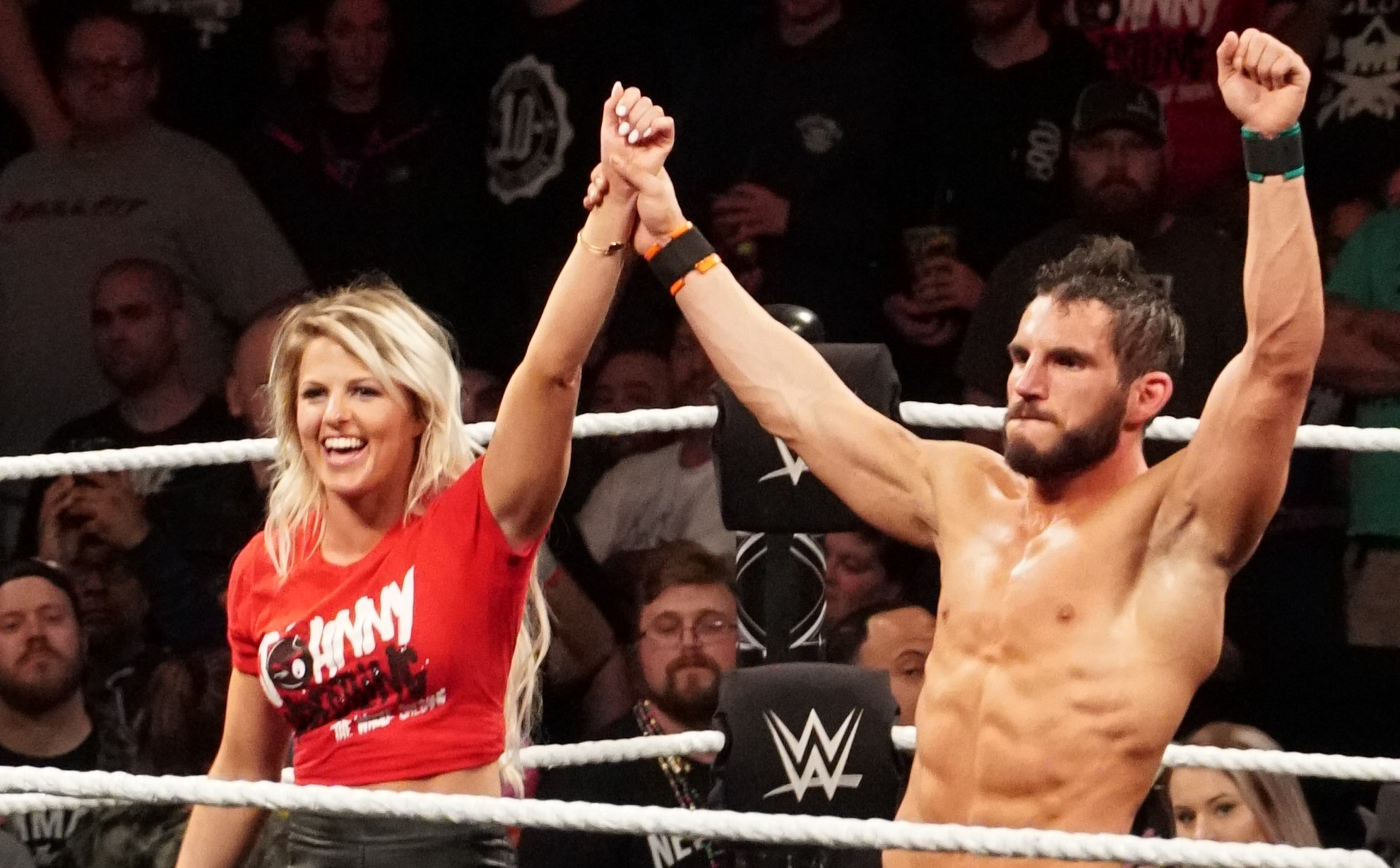
Gargano con la moglie Candice LeRae nell'aprile 2018

Gargano è di origini italiane: i suoi nonni erano originari di Gallipoli.
Dal 16 settembre 2016 è sposato con la collega Candice LeRae, con la quale ha avuto un figlio, Quill Lewis Gargano.

## Personaggio

### Mosse finali

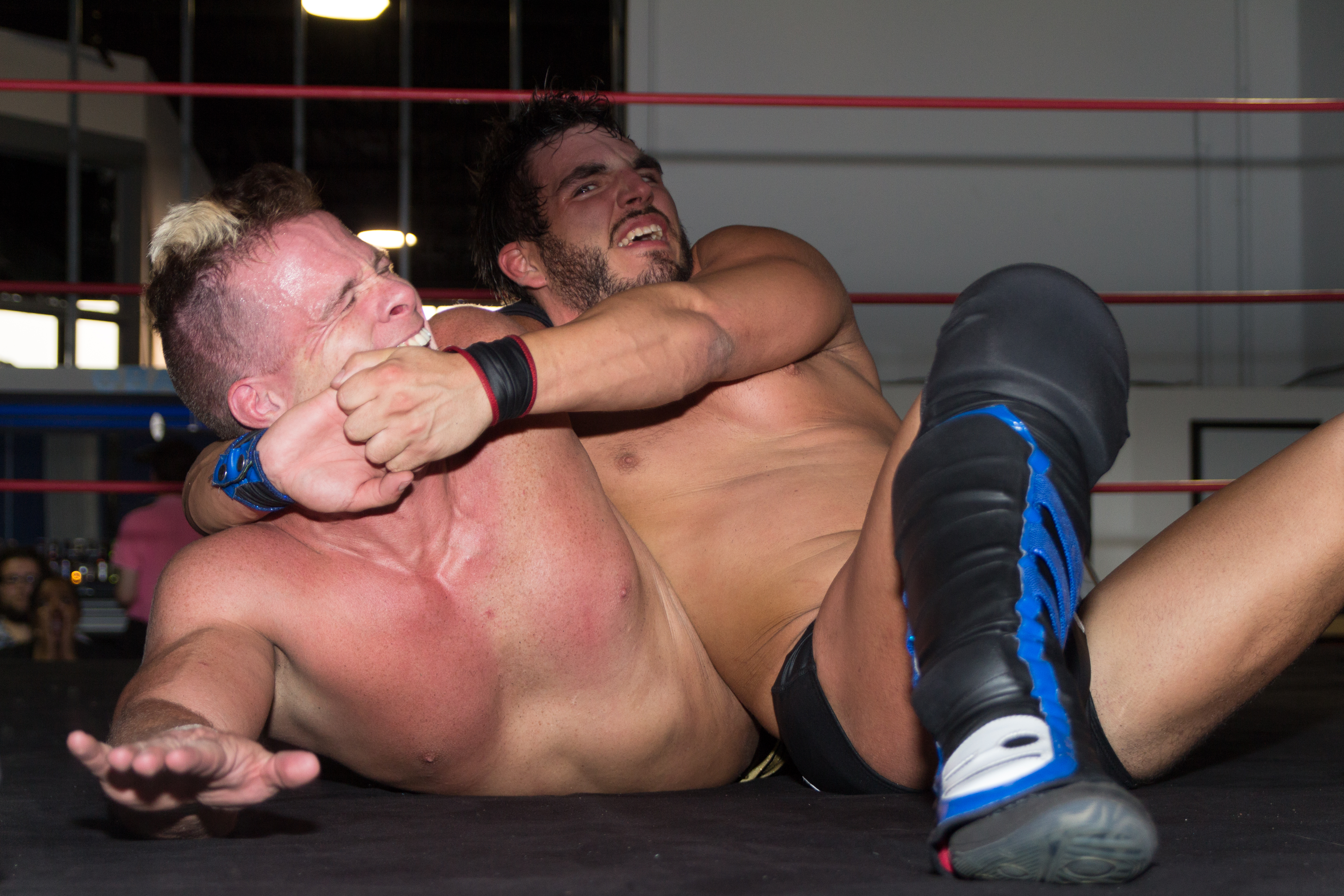
Johnny Gargano mentre applica la Garga-No Escape su Tyson Dux

- Garga-No Escape (Over the shoulder crossface chickenwing)
- Thunderstruck/One Final Beat (Slingshot DDT)
- Hurts Donut (Full nelson lifted and spun into a reverse STO) – 2007–2018
- Superkick su un avversario in ginocchio

### Soprannomi
- "Rebel Heart"
- "All Heart"
- "(The Bee's Knees, The Cat's Pajamas and) The Whole Shebang"
- "Johnny Wrestling"
- "Johnny TakeOver"
- "Johnny Champion"
- "The WWN Icon"

## Titoli e riconoscimenti
- Absolute Intense Wrestling
  - AIW Absolute Championship (1)
  - AIW Intense Championship (2)
  - Gauntlet for the Gold (2012)

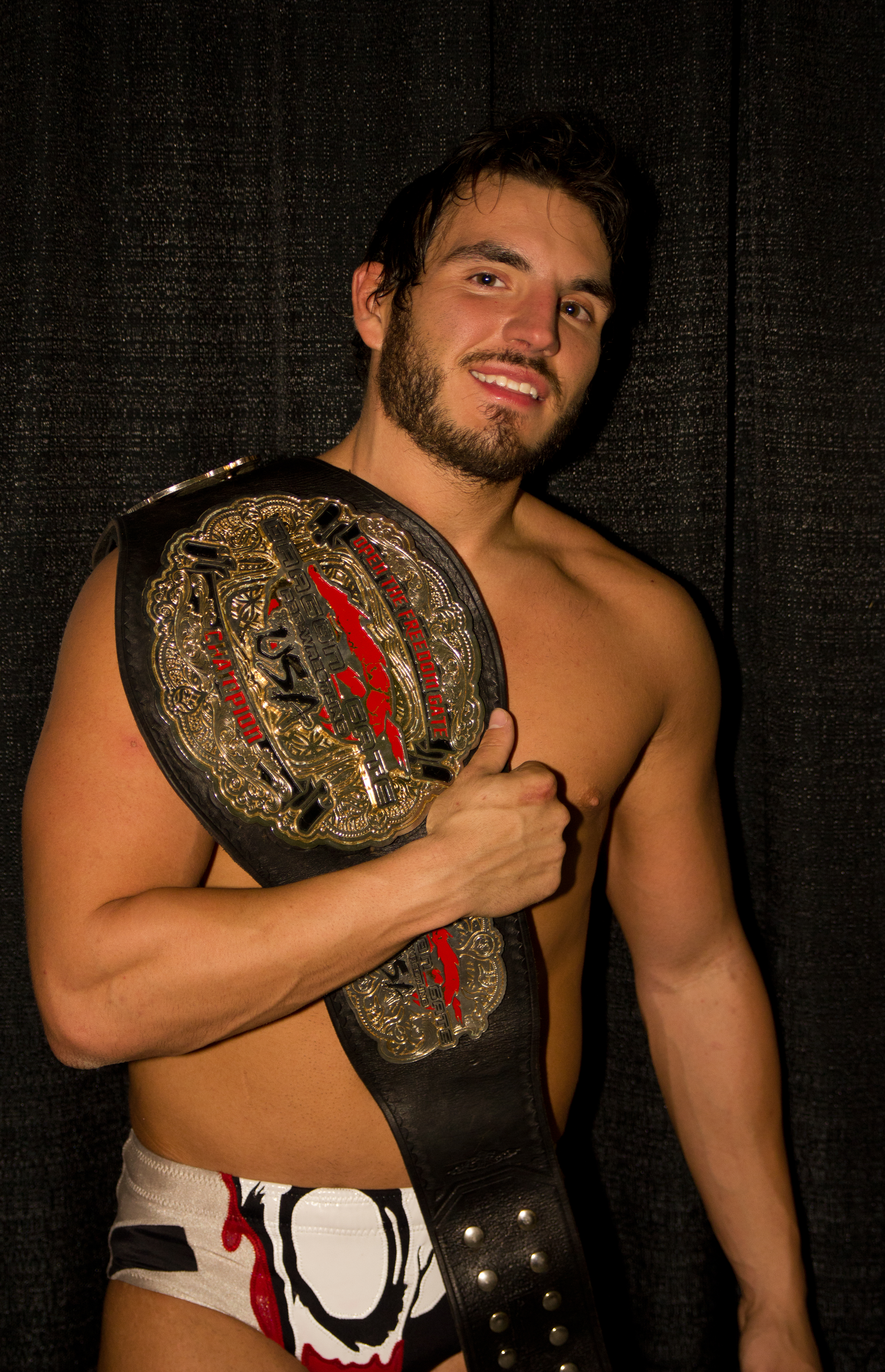
Johnny Gargano con l'Open the Freedom Gate Championship

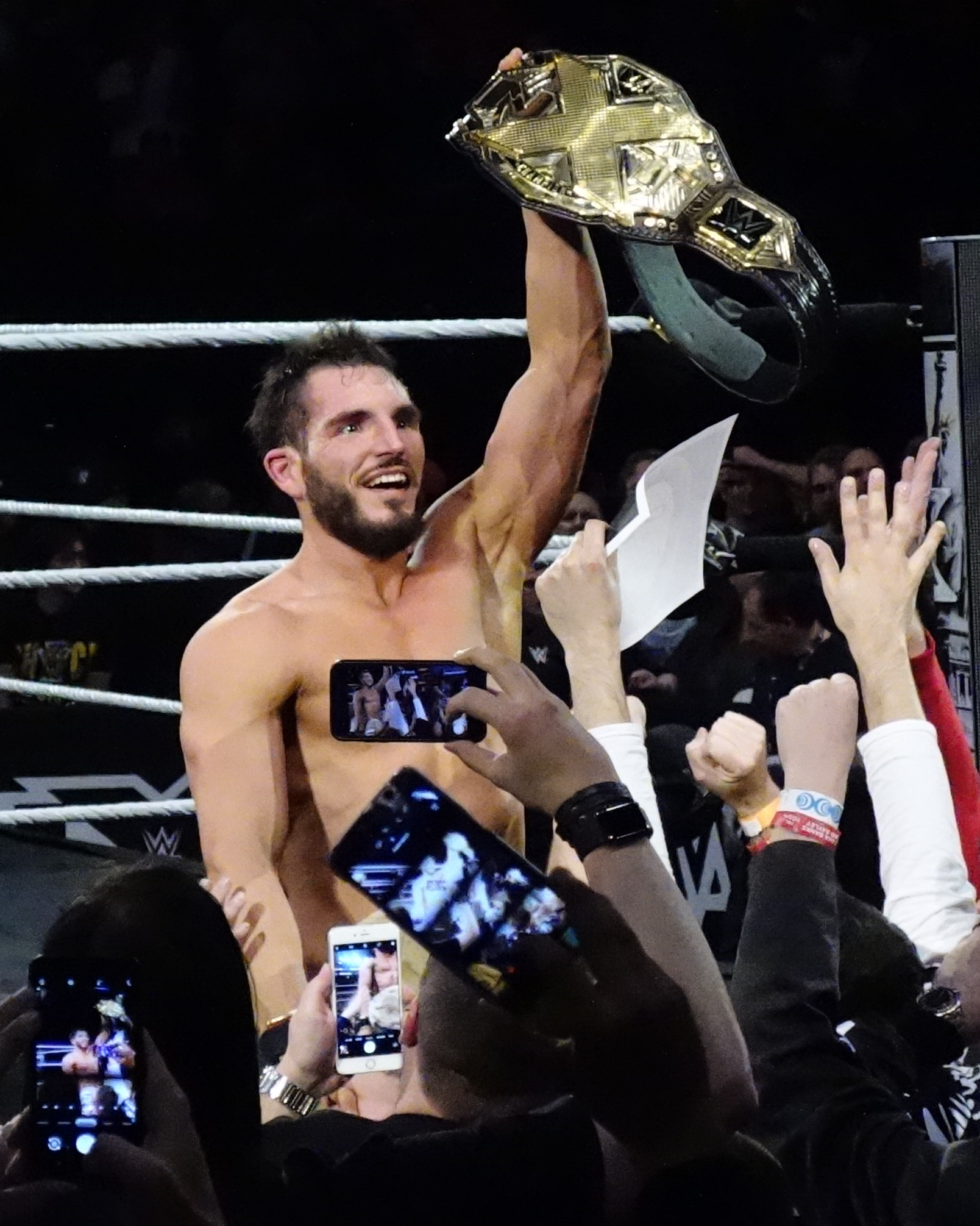
Johnny Gargano con l'NXT Championship

  - Jack of All Trios (2010) – con Flip Kendrick e Louis Lyndon
- CBS Sports
  - Feud of the Year (2018) vs. Tommaso Ciampa
  - Feud of the Year (2019) vs. Adam Cole
  - Match of the Year (2019) vs. Adam Cole a NXT TakeOver: New York
  - NXT Match of the Year (2018) vs. Andrade "Cien" Almas a NXT TakeOver: Philadelphia
  - WWE Male Wrestler of the Year (2018)
- Championship Wrestling Experience
  - CWE Undisputed Championship (1)
- Chikara
  - Chikara Campeonatos de Parejas (2) – con Chuck Taylor
  - The Countdown Showdown (2010)
- Cleveland All–Pro Wrestling
  - CAPW Junior Heavyweight Championship (1)
- DDT Pro-Wrestling
  - Ironman Heavymetalweight Championship (1)
- Dragon Gate USA/Evolve Wrestling
  - Evolve Tag Team Championship (1) – con Drew Galloway
  - Open the Freedom Gate Championship (2)
  - Open the United Gate Championship (1) – con Rich Swann
  - CITIC Cup (2014)
  - Evolve Tag Team Championship Tournament (2016) – con Drew Galloway
- International Wrestling Cartel
  - IWC Super Indy Championship (1)
  - IWC Tag Team Championship (1) – con Michael Facade
- Legacy Wrestling
  - Legacy Championship (1)
- Pro Wrestling Illustrated
  - Feud of the Year (2018) vs. Tommaso Ciampa
  - Feud of the Year (2019) vs. Adam Cole
  - 6º nella classifica dei 500 migliori wrestler singoli su PWI 500 (2019)
- Pro Wrestling Ohio/Prime Wrestling
  - PWO/Prime Heavyweight Championship (3)
- Smash Wrestling
  - Smash Wrestling Championship (1)
- Sports Illustrated
  - 9° tra i 10 migliori wrestler maschili dell'anno (2018) pari merito con Tommaso Ciampa
- WWE
  - NXT North American Championship (3)[31]
  - WWE Tag Team Championship (2) – con Tommaso Ciampa[32]
  - NXT Championship (1)[33]
  - NXT Tag Team Championship (1) – con Tommaso Ciampa[34]
  - NXT Triple Crown Champion
  - NXT Year-End Award (5)
    - Match of the Year (edizione 2016) con Tommaso Ciampa vs. The Revival a NXT TakeOver: Toronto
    - Match of the Year (edizione 2018) vs. Andrade "Cien" Almas a NXT TakeOver: Philadelphia
    - Rivalry of the Year (edizione 2018) vs. Tommaso Ciampa
    - Match of the Year (edizione 2019) vs. Adam Cole a NXT TakeOver: New York
    - Rivalry of the Year (edizione 2019) vs. Adam Cole
- Wrestling Cares Association
  - Race for the Ring Tournament (2014)
- Wrestling Observer Newsletter
  - 5 Star Match (2018) vs. Andrade "Cien" Almas a NXT TakeOver: Philadelphia
  - 5 Star Match (2018) vs. Tommaso Ciampa a NXT TakeOver: New Orleans
  - 5½ Star Match (2019) vs. Adam Cole a NXT TakeOver: New York
  - Feud of the Year (2018) vs. Tommaso Ciampa
  - Feud of the Year (2019) vs. Adam Cole